# Adolf von Chappuzeau
Adolf Hermann Theodor Gustav von Chappuzeau (* 1857; † 1939) war ein deutscher evangelisch-lutherischer Pastor an der St.-Marien-Kirche in Hannover-Hainholz und Autor zahlreicher Kriegspredigten im Ersten Weltkrieg.

## Leben
Chappuzeau war ein Nachfahre des Gelehrten und Schriftstellers Samuel Chappuzeau, des Autors der Schrift Le Théâtre François und Hauslehrers des späteren Königs von England Wilhelm III. Viele Mitglieder der Familie waren evangelische Pastoren und Theologen, wie etwa Christoph Heinrich Chappuzeau. Sein Adelsprädikat (von) verwendete Chappuzeau nicht regelmäßig, jedoch wird er in den meisten Verzeichnissen mit Adelsprädikat geführt.
Chappuzeau studierte ab 1877 Theologie an der Eberhard Karls Universität Tübingen und ab 1878 an der Georg-August-Universität Göttingen. Hier wurde er Mitglied des Tübinger Wingolf und des Göttinger Wingolf.
Ab 1891 war er als Pastor an der St.-Marien-Kirche in Hainholz tätig. In seine frühe Zeit als Pastor fallen umfangreiche Umbaumaßnahmen an der St.-Marien-Kirche durch namhafte Architekten: Theodor Hecht schuf 1895 einen neogotischen Turm und Eduard Wendebourg baute der Kirche eine neue Sakristei. Die Gemeinde von Chappuzeau wurde außerdem durch den Architekten Conrad Wilhelm Hase beraten.
Chappuzeau trieb während seiner gesamten Zeit als Pastor die Aufteilung der Kirchengemeinde Hainholz in selbstständige Kirchengemeinden voran. So entstanden neben der Kirchengemeinde Hainholz die Kirchengemeinden in Herrenhausen, Vahrenwald und List. Die Vahrenwalder Kirche war bis zu ihrer Zerstörung im Zweiten Weltkrieg eine Notkirche. Chappuzeau erwarb 1921 das Gelände eines Ausflugslokal, was an sich schon höchst umstritten war. Der Widerstand wurde noch größer, als bald die Geldmittel für einen Kirchen-Neubau bzw. -Umbau im Zuge der Inflation zur Neige gingen. So musste ein Teil des Grundstücks wieder verkauft werden. Ein ehemaliger Tanzsaal wurde als provisorisches Kirchengebäude 1922 eingeweiht.
Im November 1892 gründete Chappuzeau einen Singkreis, der bald den Namen Hainhölzer Kantorei trug. Die Hainhölzer Kantorei ist heute der älteste kontinuierlich bestehende Gemeindekreis der Kirchengemeinde Hainholz und einer der ältesten Chöre Hannovers.
Im Ersten Weltkrieg wurde Chappuzeau als Autor zahlreicher Kriegspredigten bekannt. Seine Kriegspredigten folgen der damaligen Kriegstheologie, die die Kirche Luthers als deutsche Nationalkirche verstand. Der beim Verkauf einiger seiner ideologischen Schriften erzielte Reinertrag wurde der Freiwilligen Kriegshilfe gespendet.
Der Theologe Bernhard Dörries widmete „Adolf Chappuzeau in Gemeinschaft des Denkens und der Arbeit“ seine Erklärung des kleinen Katechismus D. Martin Luthers.

## Nachlass
Der Nachlass von Chappuzeau wird im Landeskirchlichen Archiv Hannover unter der Nachlassnummer 108 verwahrt. Die Autorenkorrespondenz zwischen Chappuzeau und Vandenhoeck & Ruprecht sowie zwischen Chappuzeau und dem Mohr Siebeck Verlag finden sich in der Staatsbibliothek zu Berlin. Die Korrespondenz mit dem Theologen Wilhelm Bousset findet sich in dessen Nachlass in der SUB Göttingen.

## Schriften (Auswahl)
- Ernst Rolffs (Hrsg.): Konfirmationsreden, von Theodor Bungenberg, Adolf Chappuzeau, Bernhard Dörries u. a., Vandenhoeck & Ruprecht, Göttingen 1925.
- Pfingstwetter, Pfingstpredigt 1916, Wolff & Hohorst Nachf., Hannover 1916.
- Von Herzen!, Wolff & Hohorst Nachf., Hannover 1916.
- Predigt zu Kaisers Geburtstag im Kriegsjahre, Wolff & Hohorst Nachf., Hannover 1916.
- Deutsche Pfingstmaien, Predigt, Freiwillige Kriegshilfe, Hannover 1915.
- Deutsche Ostern, Osterpredigt im Kriegsjahre, Wolff & Hohorst Nachf., Hannover 1915.
- Passionspredigten in der Kriegszeit, Vandenhoeck & Ruprecht, Göttingen 1915.
- Fastenzeit, Predigt aus den Kriegswochen, Wolff & Hohorst Nachf., Hannover 1915.
- Saatzeit, Predigt aus der Kriegszeit, Wolff & Hohorst Nachf., Hannover 1915.
- O Ihr Kleingläubigen, Wolff & Hohorst Nachf., Hannover 1914.[12]
- Die Erde ist des Herrn, vier Predigten, Wolff & Hohorst Nachf., Hannover 1913.